# Hippocrepinina
Hippocrepinina es un suborden de foraminíferos del Orden Astrorhizida que agrupa taxones tradicionalmente incluidos en el Suborden Textulariina o en el Orden Textulariida. Su rango cronoestratigráfico abarca desde el Caradociense (Ordovícico superior) hasta la Actualidad.

## Clasificación
Hippocrepinina incluye a la siguiente superfamilia:
- Superfamilia Hippocrepinoidea